# Bază (chimie)
În chimie, bazele (grec. βάση, - bază, fundament) sunt compuși anorganici sau organici care în soluții apoase disociază sau ionizează formând ioni de hidroxil -OH. Conform teoriei protolitice a lui Brönstead, bazele sunt acele specii chimice care acceptă protoni (H+ sau ioni pozitivi de hidrogen), ridicând astfel valoarea pH-ului soluției respective. 
Ionii hidroxilici sunt ioni capabili de a capta protonii eliberați de un acid determinând neutralizarea amestecului. Conform teoriei electronice a acizilor și bazelor a lui Lewis, acizii sunt speciile chimice care cedează electroni, iar bazele sunt speciile chimice care acceptă electroni. Conform acestei teorii, bazele Brönstead sunt acizi Lewis, iar acizii Brönstead sunt baze Lewis. Cu cât un acid Brönstead este mai slab, cu atât el este o bază Lewis mai puternică, respectiv cu cât o bază Brönstead este mai slabă, cu atât ea este un acid Lewis mai puternic
Cele mai tari baze sunt hidroxidul de sodiu și de potasiu (în general, hidroxizii metalelor alcaline sunt baze tari), deoarece ionizează total în soluție apoasă. Bazele metalelor tranziționale sunt baze slabe, deoarece ionizează parțial în soluție apoasă.

## Proprietăți
- Cele mai multe baze sunt solubile în apă ca hidroxidul de sodiu sau amoniacul, cu excepția unora ca hidroxidul de aluminiu
- Sunt caustice producând descompunerea unor substanțe organice sau anorganice
- În combinație cu uleiuri sau grăsimi (lipide) are loc procesul de saponificare prin care se formează săpunuri și glicerină
- Bazele pot fi diluate cu apă, iar tăria bazei se modifică în funcție de gradul de diluție.
- Soluțiile bazice înroșesc indicatorul chimic numit fenolftaleină, îngălbenesc soluția de metiloranj sau albăstresc hârtia de turnesol.
- Bazele în combinație cu acizii se neutralizează reciproc.
- Bazele prin proprietatea lor caustică sunt periculoase dacă ajung în contact cu pielea sau ochii.